# Synchronicity
Synchronicity — п'ятий і останній студійний альбом англійського гурту The Police, виданий в 1983 році.

## Про альбом
Він став найпопулярнішою платівкою гурту, завдяки хіту № 1 «Every Breath You Take». Назва навіяна книгою відомого антикомуністичного автора Артура Кестлера «Коріння збігу». Стінг був любителем Кестлера, і попередній 4-ий альбом гурту також носив назву однієї з його робіт — Ghost in the Machine (1981).
Альбом показав відхід від колишніх музичних впливів, особливо регі, що складали основу попередніх чотирьох альбомів. В Synchronicity з'явилися більш складні аранжування та активне використання синтезаторів, які ведуть основну партію в деяких піснях («Synchronicity I», «Wrapped Around Your Finger»). В піснях «Tea in the Sahara» та «Walking in Your Footsteps» помітно вплив етнічної музики, яка входила в той час у моду. Матеріал Стінга переважає в альбомі, Енді Саммерс написав і виконав пісню «Mother», а Стюарт Коупленд — «Miss Gradenko».
Як і попередній альбом, Synchronicity записувався в AIR Studios, Монтсеррат — на британських островах у Карибському морі. З технічних міркувань, всі троє музикантів писалися кожен в окремому приміщенні: Коупленд зі своєю ударною установкою у столовій кімнаті, Стінг в апаратній, а Саммерс  в самій студії. Це фізичне розділення тільки підкреслювало зростаюче напруження і тертя між членами команди. Унаслідок цієї напруги, як розповідав сопродюссер альбому Х'ю Педжем, всі наступні накладення записувалися кожним членом гурту поодинці.
Synchronicity очолив альбомні хіт-паради і у Великій Британії, і в США (перервавши там довге домінування Thriller Майкла Джексона). Сингл «Every Breath You Take» став світовим хітом і 8 тижнів очолював Billboard Hot 100 і 4 тижні перебував на вершині UK Singles Chart. Альбом був висунутий на премію «Греммі», у 2-х номінаціях: «Найкраще вокальне рок виконання дуетом або групою» - виграв, і «Альбом року» - де програв «Трилера» Майкла Джексона. The Police все ж обійшли Джексона в одній категорії: сингл «Every Breath You Take» виграв «Греммі» в номінації «Пісня року», перемігши композицію Джексона «Billie Jean».
Обкладинка альбому поширювалася в 36 різних варіантах, що відрізняються різними кольорами смуг, різними фотографіями членів групи, які вони зробили самі. Серед іншого там фігурує текст книги "Синхроничность" Карла Юнга і фотографія Стінга, який читає цю книгу.

## Композиції
1. Synchronicity I – 3:23
2. Walking in Your Footsteps – 3:36
3. O My God – 4:02
4. Mother – 3:05
5. Miss Gradenko – 2:00
6. Synchronicity II – 5:00
7. Every Breath You Take – 4:13
8. King of Pain – 4:59
9. Wrapped Around Your Finger – 5:13
10. Tea in the Sahara – 4:11

## Склад
- Стінг - бас-гітара, вокал
- Енді Саммерс - гітара
- Стюард Копіленд - ударні